# Josep Vilarasau i Salat
Josep Vilarasau i Salat   (Barcelona, 20 de febrer de 1931)

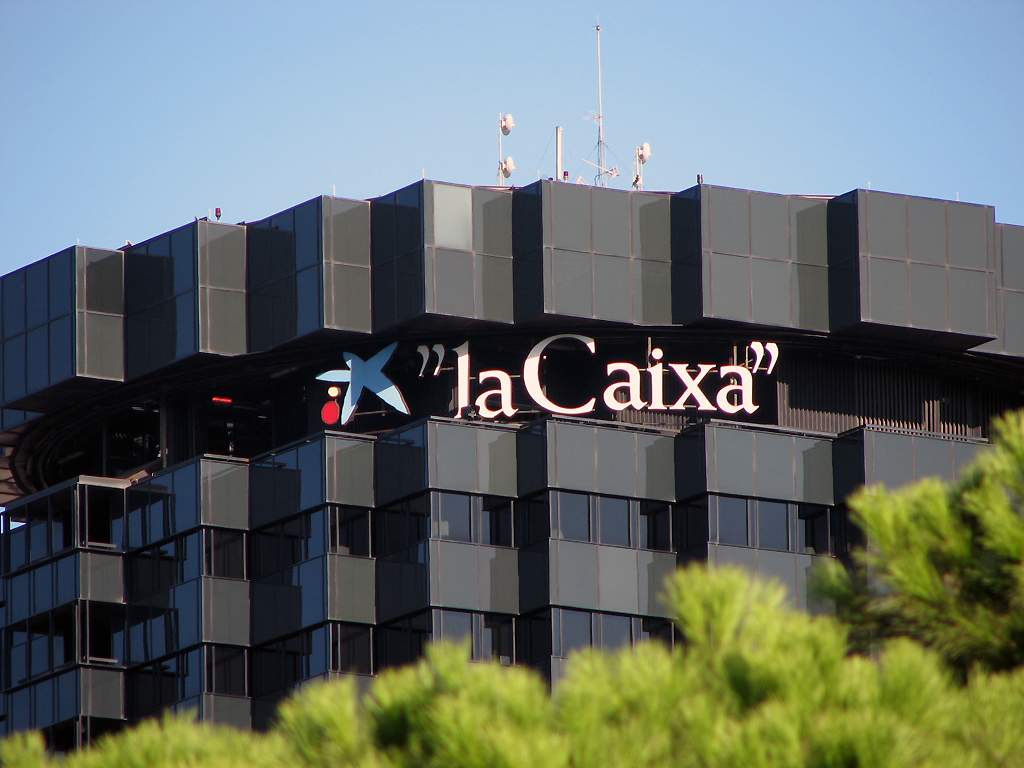
Seu de La Caixa a l'avinguda Diagonal de Barcelona.

és un empresari català. Va ser el primer executiu de La Caixa durant 27 anys (entre 1976 i 2003), sent l'artífex de la transformació d'una entitat d'estalvi regional en el gegant financer internacional que és en l'actualitat. Encara contínua vinculat a l'entitat com a President d'Honor.
És cosí de Carlos Ferrer Salat, expresident del Comitè Olímpic Espanyol, membre del Comitè Olímpic Internacional, fundador de la CEOE, expresident de Foment del Treball Nacional.

## Biografia
Va estudiar al Col·legi La Salle Bonanova, de Barcelona, on va ser company de classe de Ricard Fornesa i Ribó, qui serà el seu successor en la presidència de La Caixa dècades després.
Doctor enginyer industrial, Llicenciat en Ciències Econòmiques i Empresarials, Postgrau en la Universitat de Manchester. Va ser professor d'Economia a l'Escola Superior d'Enginyers Industrials de la Universitat Politècnica de Madrid (1962-1972). Doctor honoris causa per la Universitat d'Indiana.
El seu primer treball, després d'obtenir el títol d'Enginyer Industrial, fou ajudant en un despatx d'auditoria de comptes, repassant la comptabilitat d'"Autonacional, SA.", fabricant del famós Biscúter.
La seva dona és Lola Mitjans Perelló.

### Tecnòcrata del Règim
El 1958 obté plaça, per oposició, en el "cos d'enginyers del Ministeri d'Hisenda". La seva primera destinació va ser Lugo, on el seu mètode de treball també ens mostra el seu caràcter: Per inspeccionar la indústria del calçat, en comptes d'acudir als fabricants de calçat, va inspeccionar la indústria del cartró per a caixes de sabates i als seus clients.
A la fi dels anys 60, i fins a l'inici de la Transició, el trobem a la cuina econòmica i financera del Règim: El 1966 és nomenat Director General Adjunt de la Companyia Telefònica Nacional d'Espanya pel llavors president Federico Silva Muñoz. El novembre de 1969 és nomenat Director General del Tresor i Pressupostos, del Ministeri d'Hisenda, quan Alberto Monreal Luque era Ministre. El gener de 1972 és nomenat Director General de Política Financera del mateix Departament. Al febrer de 1974 és nomenat Director General de CAMPSA. D'aquesta etapa, Vilarasau publica en les seves Memòries que ell i els seus companys: «Érem intrínsecament apolítics i visceralment liberals».

## Primer executiu de "la Caixa"
El 2 de març de 1976 és nomenat Director General de la Caixa de Pensions per a la Vellesa i d'Estalvis, pel llavors President, Narcís de Carreras, després de la jubilació de l'anterior Director General, Enrique Luño Peña En aquella època, la Caixa de Pensions era una entitat d'estalvi petita, provinciana, desconeguda i sense cap influència. Els seus companys de Madrid no podien entendre com Vilarasau canviava el centre financer i polític per aquella entitat. «Però Vilarasau, enginyer, professor d'economia amb el bagatge del seu pas per Manchester, sí que sabia a on anava. Amb la precisió de l'enginyer havia estudiat meticulosament la caixa, i descobert les seves immenses possibilitats. Va acceptar el repte i va començar a remoure obstacles.» Com a Director General, primer de la Caixa de Pensions per a la Vellesa i d'Estalvis i després de l'actual La Caixa, va liderar l'expansió de l'entitat, situant-la en les primeres posicions del ránquing d'entitats financeres d'Espanya. "La Caixa" tenia el 1976, quan va arribar a l'entitat, poc més de 320 oficines i 3.000 empleats; uns resultats de 2.655 milions de pessetes; i una capacitat d'influència pràcticament nul·la. Però 12 anys després, quan Vilarasau va abandonar la Direcció general per ocupar la Presidència Executiva, "la Caixa" disposava d'una xarxa de 4.000 oficines i 17.500 empleats; va generar uns beneficis de 110.000 milions de pessetes; i era accionista de referència de les següents companyies: Telefónica, Repsol, Gas Natural, Aigües de Barcelona, Abertis i Port Aventura. Durant el seu mandat, es van construir les emblemàtiques Torres "la Caixa" a l'Avinguda Diagonal de Barcelona, actual seu de l'entitat.
Va compaginar la seva activitat financera en "la Caixa" amb la direcció d'alguna de les seves participades. Així, des del 31 de gener de 1989 fins al 17 de novembre de 1998 va ser President d'Autopistes, Concessionària Espanyola, S.A. (ACESA), actual Abertis.
El 27 de juliol de 1990, després de la fusió entre la Caixa de Pensions i la Caixa de Barcelona, és nomenat Director General de l'entitat resultant, la Caixa d'Estalvis i Pensions de Barcelona, La Caixa.
El 28 de gener 1999, després de la jubilació de Joan Antoni Samaranch, és nomenat President executiu de “la Caixa” i de la Fundació La Caixa.
És obligat -per la nova Llei de Caixes, feta "a la seva mesura"-a abandonar la primera línia directiva: El 20 de març de 2003 deixa la presidència executiva de "la Caixa", passant a ser President d'Honor de La Caixa i de la Fundació la Caixa. Des de llavors, exerceix activitats de representació de l'entitat quan el President executiu l'hi demana, mantenint un despatx i secretaria en l'antic asil de Santa Llúcia, al costat del Cosmocaixa.
Gran aficionat a la música, especialment a l'Òpera, va tenir una sala de música en el seu despatx de La Caixa de l'Avinguda Diagonal, de Barcelona.

### Relació amor-odi amb Pujol
En els 27 anys en què Vilarasau va ser el seu primer executiu, La Caixa va mantenir la seva independència respecte de la Generalitat (excepte excepcions, com el cas de les primes úniques i la fusió amb Caixa de Barcelona). En algunes ocasions, La Caixa de Vilarasau va ajudar Pujol, com el 1994 quan l'empresari model de Pujol, Javier de la Rosa, va fer fallida i La Caixa va haver d'acudir al rescat d'un dels projectes emblemàtics de Pujol: Port Aventura. La Caixa va haver de prendre les regnes del projecte, i es va convertir en l'accionista majoritari del parc d'atraccions de Vila-seca.
Reconeix que va tenir una relació "més aviat freda" amb Artur Mas, «crec que per ambdues parts.», escriu. Vilarasau afirma que «La Caixa és catalana per casualitat, si fos madrilenya o aragonesa hagués fet el mateix». També es mostra contrari a la independència de Catalunya: «Simplement, no veig la independència».

## Distincions
- Premi Juan Lladó el 2000.
- Premi Tiepolo el 2002.
- Creu de Sant Jordi el 2004.
- Patró vitalici de la Fundació Gala-Salvador Dalí el 2006.